# Audi Typ B
Die Audi Automobilwerke GmbH Zwickau brachten 1911 den Audi Typ B als Nachfolger des Audi Typ A heraus und produzierten ihn bis 1914 (nach anderen Quellen bis 1917) in 360 Exemplaren.
Das Fahrzeug hatte einen vorn eingebauten Vierzylinder-Reihenmotor mit paarweise gegossenen Zylindern mit insgesamt 2,6 Litern Hubraum. Er leistete 28 PS (20,6 kW) bei 1800/min. Über ein Viergang-Vorgelegegetriebe und eine Kardanwelle trieb er die Hinterräder an. Der Wagen hatte einen Leiterrahmen und zwei blattgefederte Starrachsen. Er war als zwei- oder viersitziger Tourenwagen verfügbar.
Ein Audi Typ B gewann das österreichische Alpenrennen 1911.

## Technische Daten
| B (10/28 PS)          | B (10/28 PS)                           |
| --------------------- | -------------------------------------- |
| Baujahre              | 1911–1914                              |
| Aufbauten             | T2, T4                                 |
| Motor                 | Reihen-Vierzylinder-Viertakt-Ottomotor |
| Ventilsteuerung       | IOE-Ventilsteuerung (gegengesteuert)   |
| Bohrung × Hub         | 80 mm × 130 mm                         |
| Hubraum               | 2612 cm³                               |
| Nennleistung          | 28 PS (20,6 kW) bei 1800/min           |
| Höchstgeschwindigkeit | 75 km/h                                |
| Leergewicht           | 830 kg (Fahrgestell)                   |
| Radstand              | 2900–3050 mm                           |
| Spur vorn/hinten      | 1300 mm / 1300 mm                      |

- T2 = 2-sitziger Tourenwagen
- T4 = 4-sitziger Tourenwagen